# Židé podle talmudu

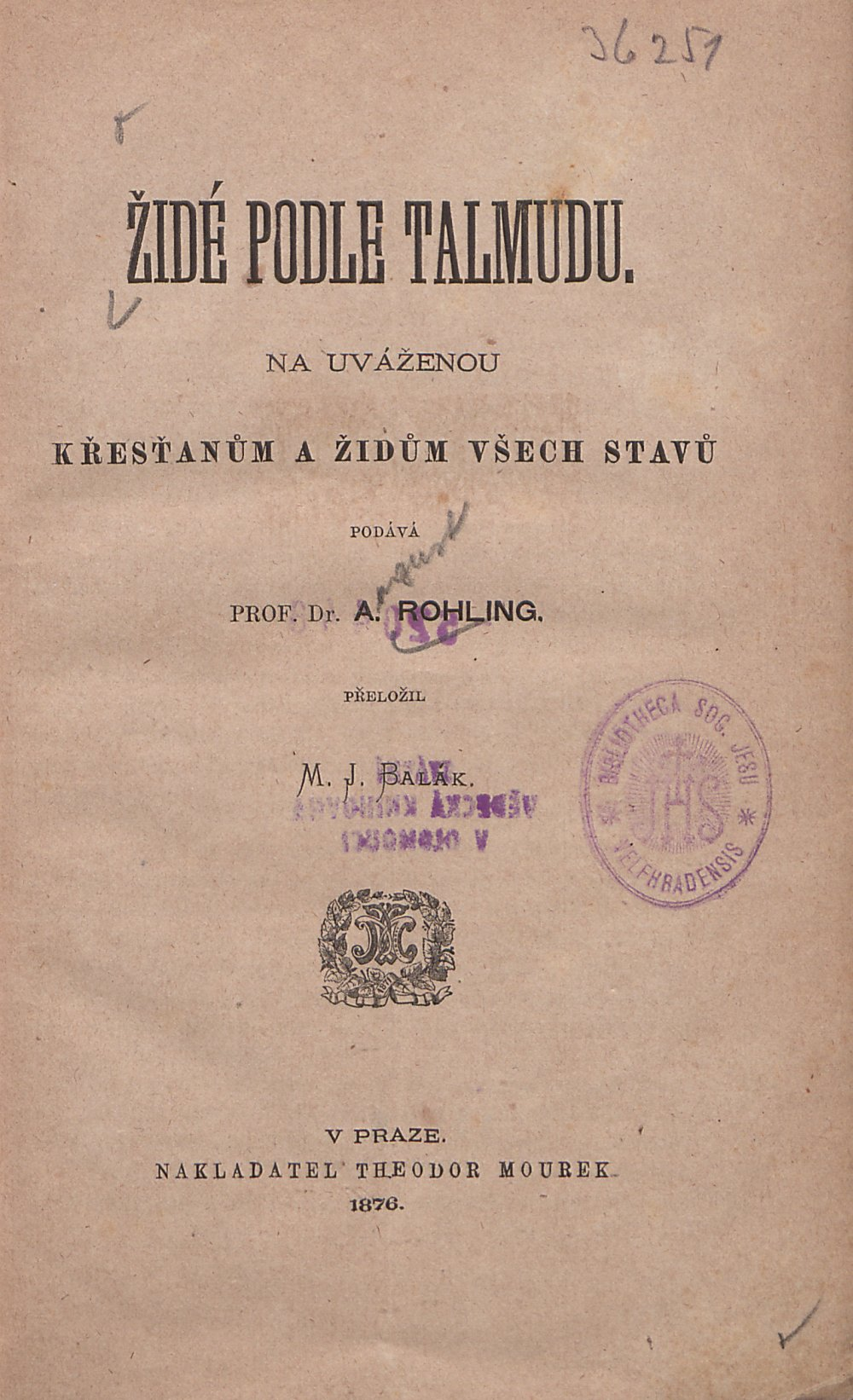
Titulní strana knihy Židé podle talmudu z fondu Vědecké knihovny v Olomouci

Kniha Židé podle talmudu patřila do skupiny antisemitských prací, které byly populární v habsburské monarchii v poslední čtvrtině 19. století. 

## Dobový kontext v Rakousku
Druhá polovina 19. století byla ve znamení národnostních hnutí, národnostních rozporů, které někdy přerůstaly až v šovinistické zápasy. V rámci Předlitavska šlo o modelový příklad zápasu mezi Čechy a Němci v českých zemích, ale i v rámci celého Rakouska. Jednou z odnoží tohoto zápasu byla i židovská otázka. Stejně jako Češi, Němci, Poláci, Italové atp., kteří prodělávali modernizaci a znovuvytváření svého národa, tak i židovský národ prodělával fundamentální proměnu. Od josefinských zrovnoprávňovacích reforem se židovské hnutí velmi diverzifikovalo. Asimilace, sekularizace, snaha o oddělení se od ortodoxních kořenů a další modernizační trendy znamenaly to, že se proměňoval vztah Židů k „jiným“ národům a také se proměňoval vztah „jiných národů" k Židům. Jedním ze zásadních zlomů byla i proměna staletého  antijudaismu v rasový antisemitismus. 

## August Rohling
Jedním z představitelů tohoto rasového trendu byl poslanec na říšské radě, katolický teolog, vysokoškolský profesor a německý nacionál August Rohling. Od roku 1877 působil jako řádný profesor na katedře starozákonní exegeze na německé univerzitě v Praze. Od roku 1892 byl zároveň kanovníkem kolegiátní kapituly Všech svatých na Hradě pražském. 

## Obsah knihy
Rohlingova práce „Židé podle talmudu“ je shrnutím rasových a náboženských mýtů, předsudků a nepřátelství. Její obsah je učebnicovou ukázkou oprávněných výhrad, polopravd, lží a nesmyslů, jež dohromady tvořily antisemitský koktejl, který byl podkladem pro Hitlera a jeho „Mein Kampf“. První část knihy byla popisem Talmudu, lépe řečeno účelovou interpretací, která měla sloužit k autorovu ideovému záměru. Rohling chápal židovské náboženství jako spiknutí vůči nežidům, především křesťanům. Toto spiknutí pak ukazoval na nadproporčním počtu Židů (přičemž je chápal rasově, pokrevně a asimilovaný Němec, Čech, Polák, jehož kořeny jsou židovské, ale on sám sebe již chápe jako Němce, Čecha či Poláka, pro něj navždy zůstal Židem) v bankovnictví či finančnictví obecně, v advokacii, v žurnalistice apod. Jeho heslem bylo, že z rasy nelze vystoupit, proto neuznával asimilaci, neuznával kulturní spoluúčast Židů na německém, českém či polském kulturním snažení, neuznával možnost prohlášení se Žida za Němce židovského vyznání, neuznával možnost, že se Němcem, Čechem, Polákem může stát pokřtěny Žid. Rohling analyzoval Talmud tak, že je to kniha, která nabádá k využívání a zneužívání křesťanů, nabádá Židy k mazanosti, k parazitování apod. Morální zkaženost židovstva byla pro Rohlinga hlavním popisným znakem Židů. Cílem Židů byla světovláda, jíž dosahovali utiskováním a zneužíváním nežidů. V kapitole „Naše století“ popisoval Rohling příběhy o tom, jak židovstvo likvidovalo jednotlivé evropské národy a země. Všechny revoluce, zlé věci, antináboženské aktivity, vše Rohling označoval za tajné židovské spiknutí. Rohling zároveň využíval ve svém psaní Bibli, křesťanské zásady, křesťanskou nauku i katolický antisemitismus a antijudaismus. Rohling se tak stavěl do pozice obránce křesťanství, přičemž Židy řadil mezi nenapravitelné škůdce. Využíval také citátů klasiků (Immanuel Kant, Arthur Schopenhauer, Johann Gottfried Herder, Johann Gottlieb Fichte, Jan Neruda apod.), jež vytrhoval z kontextu (přestože jistý druh antisemitismu byl běžnou výbavou většiny intelektuálů tehdejší doby) a stavěl do své názorové linie. Vyzněním Rohlingova díla byla věta ze závěrečného odstavce, kde židovstvo označil za cizopasníky jiných národů: „... který sám sebou žíti nemůže, na jiných rostlinách se živí, až je docela vycucá a vyhladí... “